# Argyrochosma microphylla
Argyrochosma microphylla, uno de los llamados culantrillos, es un helecho de la familia Pteridaceae, subfamilia Cheilanthoideae; el nombre del género proviene del griego “argyros” (plata) y “chosma” (polvo), haciendo referencia a la presencia de almidón polvoso en las hojas, el nombre de la especie proviene del griego “mikros” (pequeño)  y “phyllon” (hoja); como muchas otras especies del género ha sido clasificada dentro de otros géneros como Pellaea, Notholaena y Cheilanthes; es una especie que por su tamaño, muchas veces pasa desapercibida.

## Clasificación y descripción
Rizoma: corto, compacto, horizontal, con escamas de color café o naranja oscuro de hasta 7 mm de largo;  frondes: de hasta 25 cm de largo, creciendo en forma de manojo; pecíolo: de 1/3 a 1/2 del largo de la fronda, de color castaño, sin pelillos, de forma prismática cuadrangular (terado) largo aplanado en la parte superior; lámina: de forma deltada a ovada, tri o cuatripinnada; raquis: poco o fuertemente ondulado (flexuoso), aplanado o con un pequeño surco en la parte superior (adxial); pinnas: de 5 a 8 pares, alternadas, sus segmentos son de forma orbicular o cordados de hasta 3 mm de largo, el color castaño del raquis se detiene al comenzar el segmento de la pinna, no se presentan pelillos o escamas, los segmentos fértiles por lo general se doblan a la mitad hacia abajo; soros: elongados en el margen de los segmentos, formando una banda.

## Distribución
Se distribuye desde el sur de Estados Unidos hasta el norte de México.

## Hábitat
Terrestre, matorrales desérticos y semidesérticos, prefiere sitios rocosos y protegidos del sol, tolera la sequía.

## Estado de conservación
No se encuentra sujeta a ningún estatus de conservación.